# Real Betis Balompié 2009-2010
Questa pagina raccoglie i dati riguardanti il Real Betis Balompié nelle competizioni ufficiali della stagione 2009-2010.

## Stagione
Il Real Betis finisce al quarto posto in classifica.
In Coppa del Rey arriva al secondo turno.

## Maglie e sponsor
- Kappa

## Rosa
| N. |                       | Ruolo | Calciatore               |
| -- | --------------------- | ----- | ------------------------ |
| 1  | Portogallo (bandiera) | P     | Ricardo                  |
|    | Spagna (bandiera)     | C     | Canas                    |
|    | Spagna (bandiera)     | C     | Juan Pablo Caffa         |
| 4  | Spagna (bandiera)     | D     | Ignacio Pérez Santamaría |
| 5  | Spagna (bandiera)     | D     | David Rivas              |
| 7  | Spagna (bandiera)     | C     | Sunday Stephen Obayan    |
| 8  | Spagna (bandiera)     | C     | Arzu                     |
| 10 | Spagna (bandiera)     | C     | Fernando Vega            |
| 11 | Brasile (bandiera)    | D     | Iriney                   |
| 12 | Turchia (bandiera)    | C     | Mehmet Aurélio           |
| 13 | Spagna (bandiera)     | P     | Casto Espinosa           |
| 14 | Spagna (bandiera)     | C     | Capi                     |
| 17 | Camerun (bandiera)    | A     | Achille Emana            |

| N. |                       | Ruolo | Calciatore                  |
| -- | --------------------- | ----- | --------------------------- |
| 22 | Argentina (bandiera)  | A     | Mariano Pavone              |
| 25 | Spagna (bandiera)     | C     | Damià Abella                |
| 26 | Spagna (bandiera)     | A     | Jonathan Pereira            |
| 27 | Spagna (bandiera)     | D     | Melli                       |
| 28 | Spagna (bandiera)     | A     | Israel Bascón               |
|    | Slovenia (bandiera)   | D     | Branko Ilič                 |
|    | Portogallo (bandiera) | D     | Nélson Augusto Tomar Marcos |
|    | Germania (bandiera)   | C     | David Odonkor               |
|    | Spagna (bandiera)     | A     | Sergio García de la Fuente  |